# Den Uendelige Bro
Den Uendelige Bro er en cirkelrund badebro og kunstværk, som strækker sig ud i Aarhus Bugten fra Ballehage strand nedenfor Varna Palæet et par kilometer syd for Aarhus centrum. 
Broen, der er designet af arkitekt Niels Povlsgaard og Johan Gjøde, blev oprindeligt opstillet i forbindelse ARoS-udstillingen Sculpture By The Sea 2015, hvor den opnåede stor popularitet. Det var fra starten meningen, at Den Uendelige Bro ligesom de andre opstillede kunstværker langs kysten kun skulle være midlertidig, og den blev da også nedtaget umiddelbart efter afslutningen af udstillingen. 
Der opstod dog hurtigt et folkekrav om at få broen tilbage som en permanent installation. Byrådet i Aarhus besluttede derfor i 2017 at bevilge de to millioner kroner til genopførslen af broen i en mere holdbar udgave, samt de 150.000 krone som det koster årligt at pille broen ned om efteråret og stille den op igen om foråret. Indvielsen af broen blev holdt 22. juni samme år, og den blev i den forbindelse for første gang brugt til en vielse.
Aarhus tilbyder borgerlige vielser ved en række af byens mest kendte seværdigheder - heriblandt altså ved Den Uendelige Bro. Parrene kan selv vælge, om vielsen skal ske inde på stranden ved broen, inde i midten af broen eller på broen ude i vandet.
Den Uendelige Bro har en diameter på 60 meter og en omkreds på 188 meter. Til at lave det 2,4 meter brede dæk hele vejen rundt er der brugt 4 km vejrbestandige lærkeplanker, og til at holde det hele oppe er der i alt banket 333 meter rør ned i havbunden.
- Den Uendelige Bro stikker knap 60 meter ud i havet fra Ballehage Strand
- Der er brugt lærketræ til broen.

## Skulptur beskrivelse
I forbindelse med Den Uendelige Bro er der opstillet en informationstavle med baggrundsinformation. Denne tavle indeholder følgende tekst:
Idéen
Et cirkelslag på kystlinjen skaber en bevægelse, der ændrer perspektivet på omgivelserne og inviterer til både fællesskab og fordybelse. Der er ingen begyndelse og inden ende kun horisonten, bevægelsen og det rum som skabes mellem mennesker.
Historien
Fra 1896 til 1940 sejlede dampskibe passagerer fra Aarhus Havn til skovene nord og syd for byen. Langs kysten lå flere anløbsbroer ved små traktørsteder, hvor man tog ud for at more sig. Dampskibene forbandt byen, bugten og det karakteristiske skovlandskab som giver byen sin særlige identitet.
Landskabet

Den Uendelige Bro reetablerer kontakten mellem kystlandskabet og bugten på det historiske sted, hvor anløbsbroen ved Varna Palæet lå. Broen følger landskabets konturer omkring Thors Møllebæk og tangerer det punkt på vandet hvor dampskibene i sin tid lagde til. 